# 糙早熟禾
糙早熟禾（学名：Poa raduliformis），为禾本科早熟禾属下的一个植物种。